# Springfield Armor 2009-2010
La stagione 2009-10 degli Springfield Armor fu la 4ª nella NBA D-League per la franchigia.
Gli Springfield Armor arrivarono settimi nella Eastern Conference con un record di 7-43, non qualificandosi per i play-off.

## Roster
| N° | Naz.                    | Ruolo | Sportivo            | Anno | Alt. | Peso |
| -- | ----------------------- | ----- | ------------------- | ---- | ---- | ---- |
| 00 | Stati Uniti (bandiera)  | C     | Kentrell Gransberry | 1985 | 206  | 122  |
| 6  | Stati Uniti (bandiera)  | G     | Chris Lowe          | 1987 | 183  | 82   |
| 9  | Stati Uniti (bandiera)  | G     | Maurice Maxwell     | 1982 | 196  | 84   |
| 10 | Sierra Leone (bandiera) | G     | Abdulai Jalloh      | 1986 | 188  | 86   |
| 12 | Stati Uniti (bandiera)  | G     | Perrin Johnson      | 1984 | 196  | 91   |
| 12 | Stati Uniti (bandiera)  | G     | Kyle McAlarney      | 1987 | 183  | 88   |
| 14 | Stati Uniti (bandiera)  | A     | T.J. Cummings       | 1981 | 203  | 95   |
| 14 | Stati Uniti (bandiera)  | G     | Tre Whitted         | 1984 | 193  | 93   |
| 15 | Stati Uniti (bandiera)  | G     | Tony Bobbitt        | 1979 | 193  | 93   |
| 18 | Stati Uniti (bandiera)  | C     | Major Wingate       | 1984 | 208  | 116  |
| 21 | Stati Uniti (bandiera)  | G     | Adam Harrington     | 1980 | 196  | 91   |
| 21 | Stati Uniti (bandiera)  | A     | Justin Hawkins      | 1985 | 201  | 95   |
| 22 | Stati Uniti (bandiera)  | G     | Morris Almond       | 1985 | 196  | 95   |
| 24 | Stati Uniti (bandiera)  | G     | Craig Austrie       | 1987 | 188  | 84   |
| 24 | Stati Uniti (bandiera)  | C     | Marcus Campbell     | 1982 | 213  | 127  |
| 32 | Stati Uniti (bandiera)  | A     | Dante Milligan      | 1984 | 206  | 98   |
| 33 | Stati Uniti (bandiera)  | C     | James Cripe         | 1984 | 213  | 113  |
| 33 | Stati Uniti (bandiera)  | A     | Noel Felix          | 1981 | 206  | 107  |
| 42 | Regno Unito (bandiera)  | C     | Chris Ayer          | 1983 | 208  | 104  |
| 42 | Stati Uniti (bandiera)  | C     | Brayden Billbe      | 1984 | 208  | 107  |
| 44 | Stati Uniti (bandiera)  | G     | JamesOn Curry       | 1986 | 193  | 91   |
| 50 | Stati Uniti (bandiera)  | G     | Julian Allen        | 1987 | 193  | 95   |
| 50 | Stati Uniti (bandiera)  | A     | Corey Minnifield    | 1981 | 203  | 95   |

## Staff tecnico
- Allenatore: Dee Brown
- Vice-allenatore: Kevin Whitted
- Preparatore atletico: Rachel Schlachet